# Assassinat de Piotr Stolypine

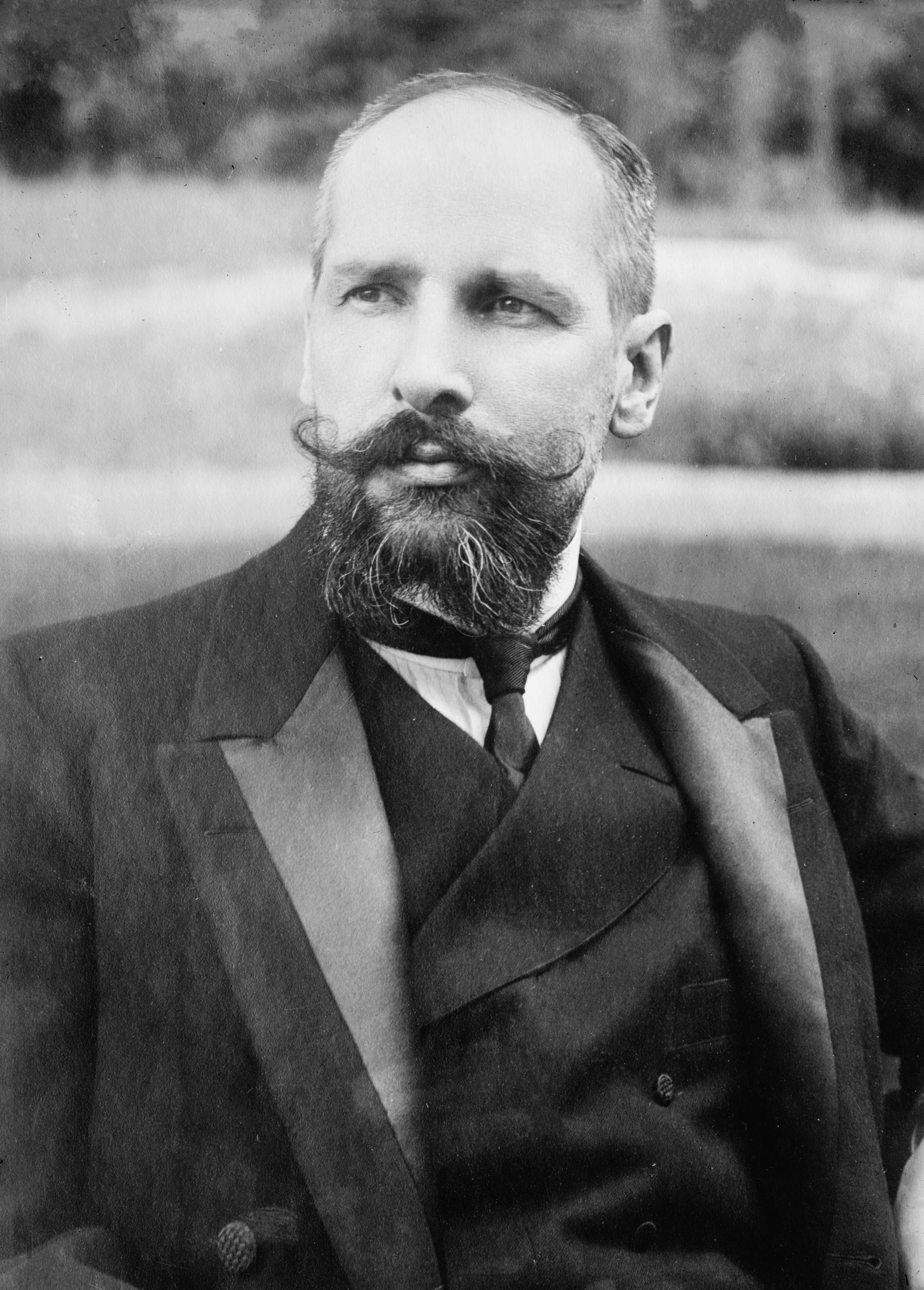
Stolypine.

L'assassinat de Piotr Stolypine le 1er septembre 1911 (14 septembre dans le calendrier grégorien) à Kiev a pour victime le président du conseil des ministres de l'Empire russe Piotr Stolypine. Il est perpétré par  Dmitri Bogrov, âgé de 24 ans, indicateur de l'Okhrana (service de sécurité de la police) mis sous la pression des socialistes révolutionnaires qu'il infiltrait. Stolypine succombe à ses blessures quatre jours plus tard. Certaines circonstances de cet assassinat ne sont toujours pas élucidées. 

## Attentat

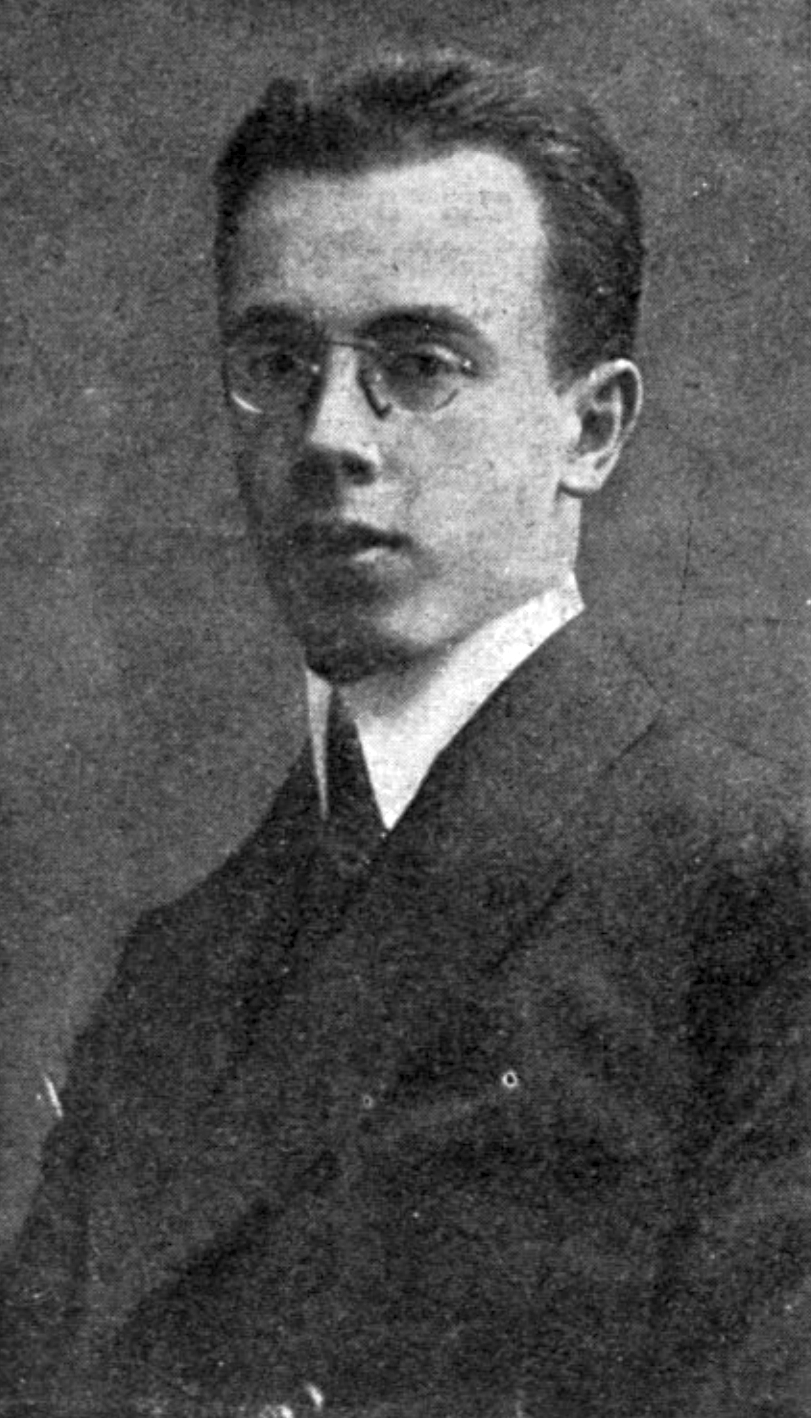
Bogrov, le meurtrier de Stolypine.

À la fin d'août 1911, Nicolas II est en visite officielle à Kiev avec son épouse, deux de ses filles et des invités dont l'héritier du trône bulgare Boris, pour l'inauguration du monument à Alexandre II pour le cinquantenaire de l'abolition du servage. Le 14 septembre, l'empereur et sa suite, ainsi que des ministres et Stolypine, assistent à une représentation à l'opéra de Kiev du Conte du tzar Saltan. En même temps, le département de la sécurité (Okhrana) est informé qu'une femme terroriste pourrait commettre en ville un assassinat contre une personnalité de haut rang et pourquoi pas contre l'empereur lui-même. Cette information est reçue de Dmitri Bogrov. Au moment du deuxième entracte, Stolypine est en train de causer à la barrière de la fosse d'orchestre avec le ministre de la Cour, le baron Friederickczs et le comte Polotsky, immense propriétaire terrien. Inopinément, Bogrov s'approche de Stolypine et tire sur lui deux coups de pistolet Browning. La première balle atteint le bras, la seconde, le ventre, lui perforant le foie. Stolypine échappe à la mort instantanée grâce à sa croix de Saint-Vladimir. L'ayant brisée, la balle a changé de direction car elle aurait pu atteindre le cœur. Cette balle a percé la poitrine, la plèvre, l'obstruction abdominale et le foie. Après avoir été blessé, Stolypine bénit le tzar, s'assied lourdement sur une chaise et dit clairement et distinctement, d'une voix entendue non loin de lui : « Je suis heureux de mourir pour le tzar ».
L'archiviste Olga Edelmann cite un fragment d'une lettre de Paris d'un émigrant politique à un exilé dans la province d'Irkoutsk, de septembre 1911 : « Laissez-moi vous dire comment nous avons survécu à la nouvelle de la tentative d'assassinat sur Stolypine. […] Le public était terriblement excité : les socialistes-révolutionnaires ont fermé leur salle de lecture, dans le village. d'autre part, une immense affiche a été clouée avec un avis à propos de cet événement joyeux. La rumeur sur le rétablissement de Stolypine a fait la une de l'organe syndicaliste local Bataille syndicaliste : "Malheur. Stolypine, semble-t-il, ne mourra plus…" La mort de Stolypine a fait une très bonne impression sur tout le monde, bien que les SR aujourd'hui (huit jours après l'assassinat) déclarent officiellement que Bogrov a agi sans la sanction d'aucune des parties de l'organisation SR ».

## Mort de Stolypine

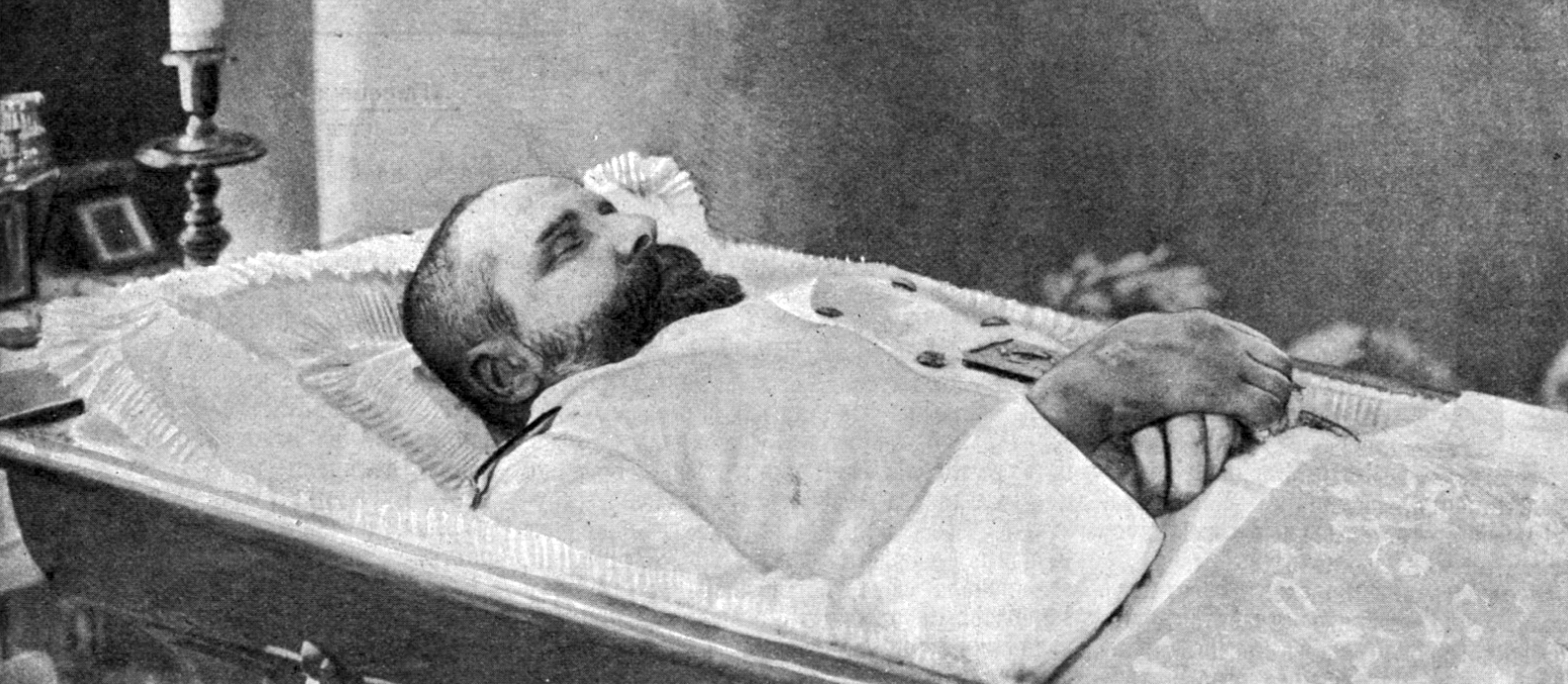
Stolypine dans son cercueil.

Deux jours plus tard, une cérémonie solennelle est célébrée en la cathédrale Saint-Vladimir de Kiev pour le rétablissement de la santé du Premier ministre. La cathédrale est pleine d'un public éploré. Les jours suivants se passent dans l'inquiétude, les médecins n'excluant pas la guérison, mais le 4 septembre au soir la situation s'aggrave brusquement et Stolypine perd ses forces, le pouls faiblit et vers 10 heures du soir le 5 septembre, il expire. Stolypine passa ses derniers jours et rendit l'âme à la clinique des frères Maïakovsky petite rue Saint-Vladimir (aujourd'hui 33 rue Gontchar).

## Funérailles

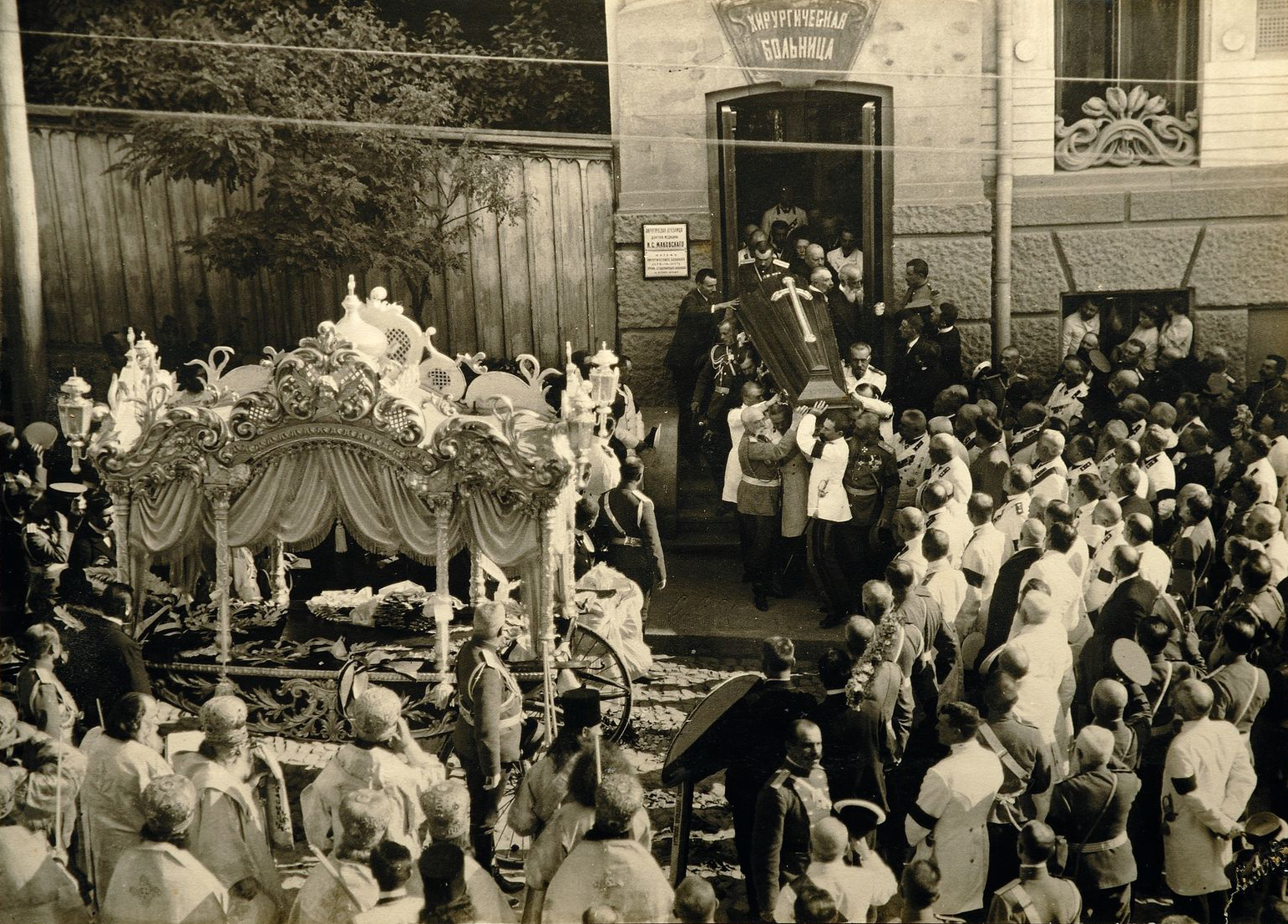
Cortège funèbre, partant de la clinique.

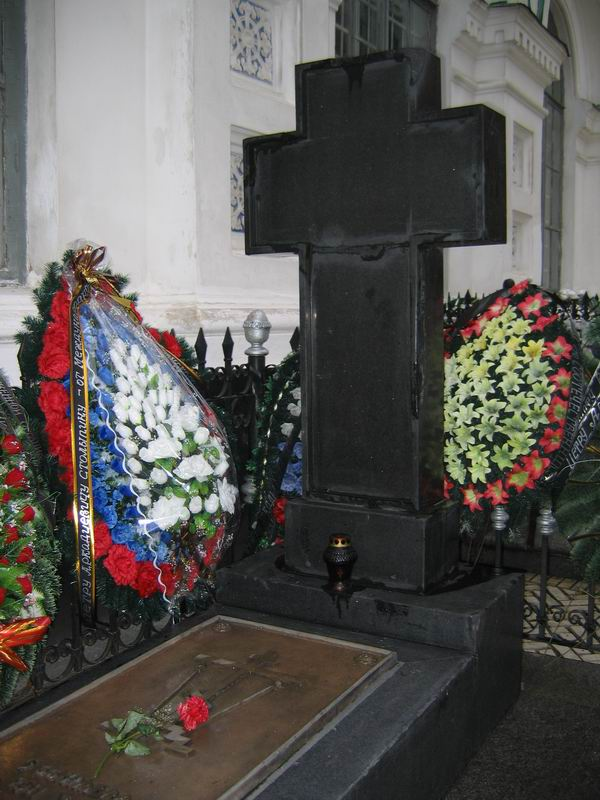
Sépulture de Stolypine (laure des grottes de Kiev).

Dans le testament de Stolypine rédigé longtemps avant sa mort, les premières lignes indiquent :  « Je veux être enterré là où l'on m'aura tué ». Sa demande est respectée par ses proches. Il repose au cimetière de la laure des grottes de Kiev. Il est enterré le 9 septembre après des funérailles à l'église du de la laure pleine de couronnes funéraires avec des rubans aux couleurs nationales, en présence du gouvernement, des représentants de l'armée et de la flotte et des pouvoirs civils, de nombreux membres du conseil d'État et de la Douma, ainsi que plus d'une centaine de paysans venus des campagnes proches.
Au début des années 1960, le monument funéraire de Stolypine est enlevé et conservé pendant de longues années dans le clocher des grottes lointaines. L'emplacement du tombeau est recouvert d'asphalte pour ne pas l'identifier. Finalement un tombeau est remis en place en 1989 selon le projet de l'architecte Ilia Glazounov.

## Hommages

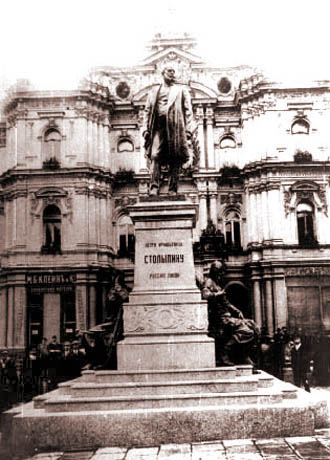
Monument de Stolypine à Kiev, détruit en 1917.

Dès le 7 septembre, des membres de la Douma et des présidents de zemtsvos locaux proposent d'ériger un monument en l'honneur de Stolypine à Kiev. Très rapidement, les sommes par souscription sont réunies et un an plus tard l'inauguration a lieu le 6 septembre 1912 sur la place près de l'assemblée municipale. Stolypine est représenté en train de prononcer un discours, les mots qu'il prononce sont gravés sur la pierre : « Vous avez besoin de grands bouleversements - nous avons besoin de la Grande Russie », et sur la face avant du piédestal du monument figure l'inscription : « Le peuple russe à Pierre Arkadievitch Stolypine ».
Le monument est détruit le 16 (29) mars 1917, deux semaines après le début de la révolution de février 1917,,.
Le fauteuil de velours rouge, portant le no 17 de la deuxième rangée des stalles du théâtre d'opéra de la ville de Kiev, près de laquelle Stolypine a été tué, se trouve actuellement au musée de l'histoire du ministère de l'Intérieur à Kiev.
La rue où se trouve la clinique où il est mort est renommée en rue Stolypine, mais après la révolution et au cours du XXe siècle elle change six fois de nom. Elle s'appelle rue Gontchar aujourd'hui.

## Enquête
Même pendant ses années d'études, Bogrov était impliqué dans des activités révolutionnaires, et a été arrêté à plusieurs reprises, mais a rapidement été libéré, grâce à l'influence de son père, qui était bien connu dans les milieux supérieurs de Kiev. En plein troubles de Kiev, il a été membre du Conseil révolutionnaire des représentants étudiants et en même temps a effectué un travail d'agent informateur. Selon le témoignage du chef du département de la sécurité, Kouliabko, Bogrov a trahi de nombreux révolutionnaires, empêché des actes terroristes et ainsi gagné la confiance de l'Okhrana. 

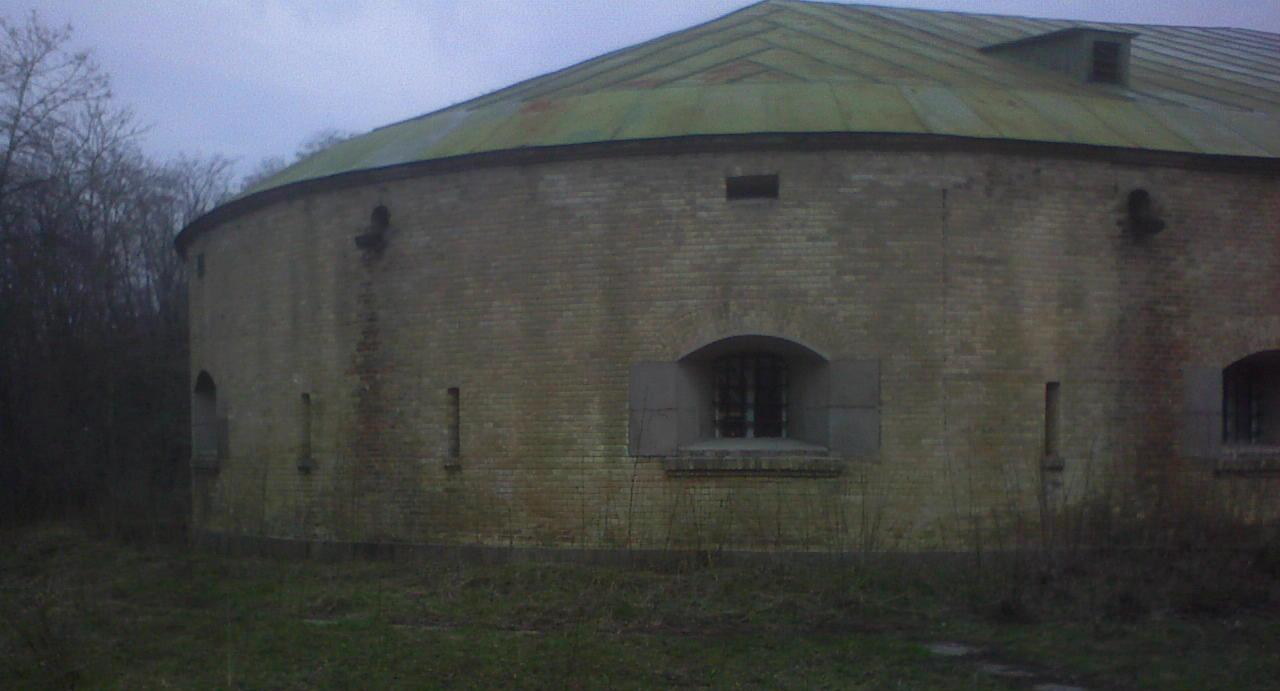
La Canopière oblique.

Bogrov fut aussitôt incarcéré à la forteresse de Kiev, la « Canopière oblique », dans une cellule à l'isolement.
Au cours de l'un de ses interrogatoires le 10 septembre 1911, Bogrov donne le témoignage suivant :
« Lors de sa visite le 16 août, « Stiopa » […] m'a dit que ma provocation était établie de manière inconditionnelle et définitive […] et qu'il avait été décidé de porter tous les faits recueillis à la connaissance de la société […] Quand j'ai commencé à contester la fiabilité des informations parisiennes et la compétence du tribunal du parti (SR), "Stiopa" m'a dit que je ne pouvais me réhabiliter que d'une seule manière, à savoir, en commettant un quelconque acte terroriste. […] Pouvais-je tirer sur Stolypine ou quelqu'un d'autre, je ne le savais pas d'emblée, mais je me suis finalement décidé pour  Stolypine une fois au théâtre ». Il est condamné à mort le 13 septembre.
Certaines zones d'ombre subsistent à ce jour. Aucun parti politique n'a revendiqué cet attentat. La version la plus répandue était la suivante : Bogrov était un agent de l'Okhrana qui après avoir été dénoncé par les révolutionnaires, a été contraint de tuer Stolypine. Ceci est également indirectement attesté par les informations parues dans la presse concernant l'apparition à Kiev, à la veille du meurtre, de Trotsky. Dans le même temps, les circonstances de la perpétration de l'assassinat indiquent qu'elle est devenue possible par la négligence de la police secrète, qui s'apparenterait peut-être à de la malveillance. Certaines versions évoquent même l'intention de l'Okhrana, comme le billet d'entrée de Bogrov fourni par le chef de l'Okhrana de Kiev Nikolaï Kouliabko avec l'assentiment de Kourlov et d'autres, et Bogrov n'a pas été surveillé.
Selon une autre version, Kouliabko a été induit en erreur par Bogrov : il lui a dit qu'il avait gagné la confiance d'un certain « Nikolaï Yakovlevitch » qui allait tenter une attaque contre Stolypine, pour ne pas éveiller les soupçons de ce N. Yak. Bogrov devait être présent sur les lieux de la tentative d'assassinat. Dans le même temps, aucune mesure n'a été prise par Kouliabko pour vérifier cette version invérifiable de Bogrov. Selon les Mémoires de l'ancien gouverneur de Kiev, Alexeï de Giers, la sécurité de Stolypine en ville était fort mal organisée.
Pour enquêter sur les circonstances de l'affaire, une commission est nommée au sénat dirigée par Maximilian Troussevitch. Au début de 1912, les résultats de la commission, qui occupaient 24 volumes, furent transférés au Conseil d'État. Le rapport a soulevé la question de « l'excès et de l'inaction du pouvoir, qui ont eu des conséquences très importantes » et a nommé les auteurs - le vice-ministre Kourlov, le vice-directeur Veriguine, le chef de la sécurité du palais Spiridovitch et le chef du département de sécurité de Kiev Kouliabko. L'incurie s'est exprimée dans une attitude passive à l'égard de la légende donnée par Bogrov, que personne ne contrôlait ; l'excès de pouvoir - dans le fait que, malgré des circulaires claires, il a été admis à la représentation. En conséquence, ces personnes ont été déférées à l'enquête préliminaire en tant qu'accusées d'inaction criminelle des autorités.
La direction de l'enquête a été confiée au sénateur Nikolaï Choulguine. Au cours de l'enquête, Kourlov a déclaré : « Je n'ai pas ordonné à Kouliabko d'établir une surveillance de la personnalité d'Alensky lui-même (pseudonyme d'agent de Bogrov), estimant qu'une telle technique de recherche élémentaire ne pouvait pas être manquée par ce chef expérimenté de la sécurité ».
Une circonstance essentielle est perceptible dans le témoignage de Kouliabko : il refuse un témoignage extrêmement important. Dans un premier temps, il déclare qu'il ne pouvait pas se considérer coupable du malheur qui s'était produit, puisque Bogrov avait été admis au théâtre avec la pleine connaissance du général Kourlov. Puis il a changé son témoignage, disant qu'« il a permis à Bogrov d'entrer dans le théâtre à l'insu de Kourlov et a spécifiquement demandé que ces témoignages soient considérés comme valides ». La raison de ce changement a été vue dans une lettre trouvée au cours d'une enquête auprès de la femme de Kouliabko, qui était la sœur de Spiridovitch. Elle contenait la menace suivante :
« S'ils me mettent sur le banc des accusés, alors je me souviendrai que j'ai une femme et un enfant, puis j'abandonnerai tout scrupule et poserai la question à bout portant sur toute la conspiration qui a été menée à mon sujet le 1er septembre. Ils voulaient se passer de moi, eh bien, ils l'ont fait, peu importe si c'est juste arrivé ».
De manière totalement inattendue, l'affaire est close au début de l'année 1913 sur ordre de Nicolas II.
L'attitude du public face à ce qui s'est passé était différente : de la déception et de la contrariété à l'indignation non déguisée. L'avocat Anatoli Koni écrit à ce sujet : « Ayant trahi Stolypine à plusieurs reprises et l'ayant mis dans une position sans défense par rapport à des ennemis évidents et secrets, le « monarque tant aimé » n'a pas trouvé possible d'être aux funérailles de la victime assassinée, mais il a trouvé une occasion de mettre fin à l'affaire de la connivence des meurtriers (sic) ».

## Faits intéressants

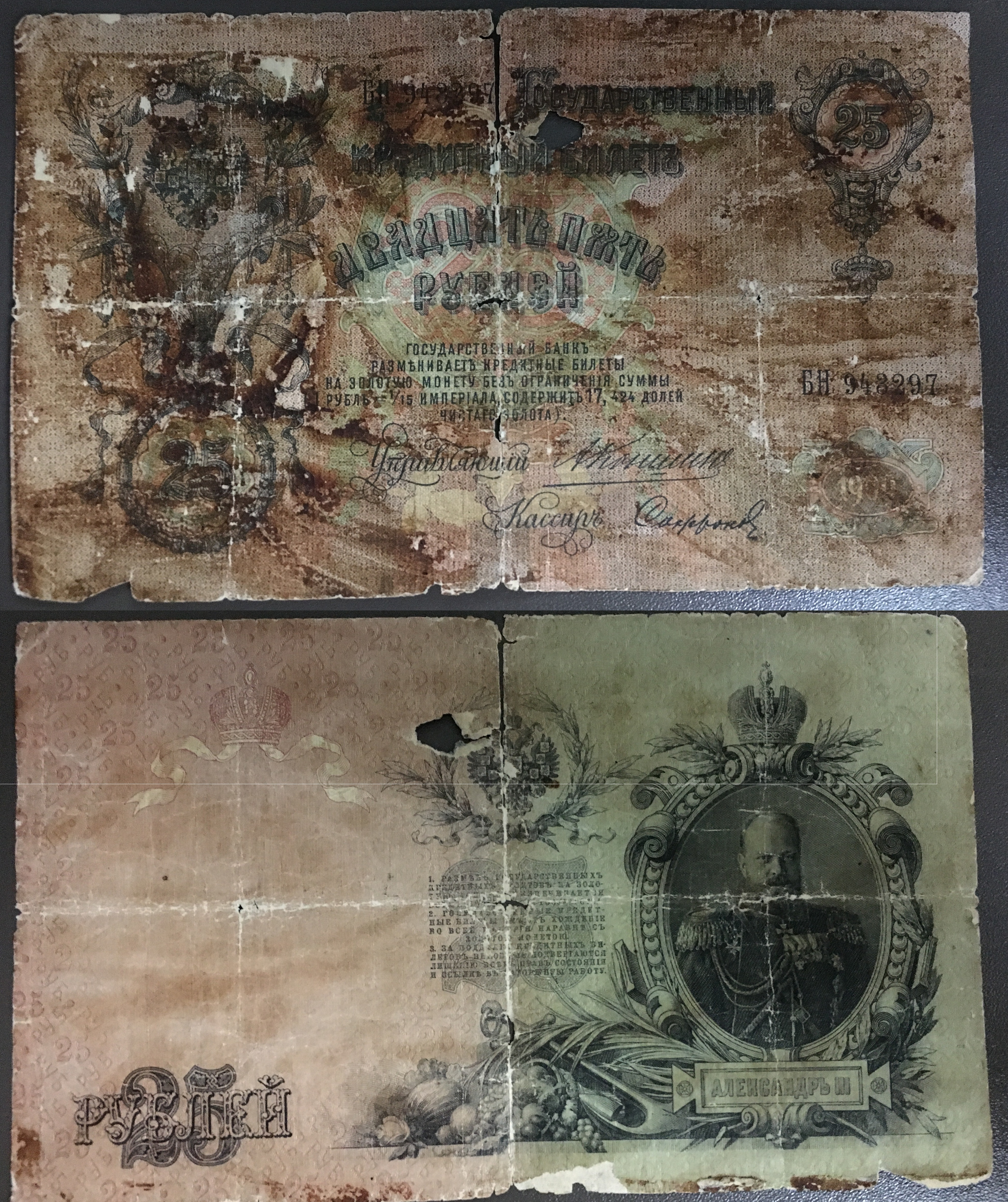
Billet de banque de 25 roubles avec traces de sang trouvé dans la poche de Stolypine.

- Une des balles ayant touché Stolypine au bras a blessé le violoniste de l'orchestre, Anton Bergler. Ensuite, les autorités judiciaires ont dû entretenir une longue correspondance avec ce dernier, puisque le violoniste a déclaré en toute confiance que c'était lui qui avait été visé, et que le président du Conseil des ministres de l'Empire russe P.A. Stolypine se trouvait simplement à proximité[17].
- Après l'attentat contre Stolypine, un billet de banque de la Russie impériale d'une valeur de 25 roubles (série BN 943297, signée par le directeur A. Konchine et le caissier Sofronov) a été conservé, qui, au moment de la tentative d'assassinat, se trouvait dans la poche de Stolypine[14].